# Piąty rząd Fatosa Nano
 Piąty rząd Fatosa Nano – rząd Albanii od 29 grudnia 2003 do 1 września 2005.

## Skład rządu
| #  | Funkcja                                            | Portret | Imię i nazwisko         | Kadencja        | Kadencja         | Partia polityczna | Partia polityczna                   |
| #  | Funkcja                                            | Portret | Imię i nazwisko         | Od              | Do               | Partia polityczna | Partia polityczna                   |
| -- | -------------------------------------------------- | ------- | ----------------------- | --------------- | ---------------- | ----------------- | ----------------------------------- |
| 1  | Premier                                            |         | Fatos Nano (1952–)      | 29 grudnia 2003 | 1 września 2005  |                   | Socjalistyczna Partia Albanii       |
| 2  | Wicepremier                                        |         | Namik Dokle (1946-)     | 29 grudnia 2003 | 1 września 2005  |                   | Socjalistyczna Partia Albanii       |
| 3  | Minister finansów                                  |         | Arben Malaj (1961–)     | 29 grudnia 2003 | 1 września 2005  |                   | Socjalistyczna Partia Albanii       |
| 4  | Minister stanu ds. integracji europejskiej         |         | Ermelinda Meksi (1957–) | 29 grudnia 2003 | 1 września 2005  |                   | Socjalistyczna Partia Albanii       |
| 5  | Minister terytorium i turystyki                    |         | Bashkim Fino (1962–)    | 29 grudnia 2003 | 1 września 2005  |                   | Socjalistyczna Partia Albanii       |
| 6  | Minister rolnictwa i żywności                      |         | Agron Duka (1958–)      | 29 grudnia 2003 | 1 września 2005  |                   | bezpartyjny                         |
| 7  | Minister edukacji i nauki                          |         | Luan Memushi (1951–)    | 29 grudnia 2003 | 1 września 2005  |                   | Socjalistyczna Partia Albanii       |
| 8  | Minister energii i przemysłu                       |         | Viktor Doda (1955–)     | 29 grudnia 2003 | 11 września 2005 |                   | Socjalistyczna Partia Albanii       |
| 9  | Minister spraw zagranicznych                       |         | Kastriot Islami (1952–) | 29 grudnia 2003 | 1 września 2005  |                   | Socjalistyczna Partia Albanii       |
| 10 | Minister środowiska                                |         | Et’hem Ruka (1947–)     | 29 grudnia 2003 | 1 września 2005  |                   | Socjalistyczna Partia Albanii       |
| 11 | Minister porządku publicznego i spraw wewnętrznych |         | Igli Toska              | 29 grudnia 2003 | 1 września 2005  |                   | Socjalistyczna Partia Albanii       |
| 12 | Minister obrony                                    |         | Pandeli Majko (1967–)   | 29 grudnia 2003 | 1 września 2005  |                   | Socjalistyczna Partia Albanii       |
| 13 | Minister transportu i telekomunikacji              |         | Spartak Poci (1949–)    | 29 grudnia 2003 | 1 września 2005  |                   | Socjalistyczna Partia Albanii       |
| 14 | Minister sprawiedliwości                           |         | Fatmir Xhafa (1959–)    | 29 grudnia 2003 | 1 września 2005  |                   | Socjalistyczna Partia Albanii       |
| 15 | Minister zdrowia                                   |         | Leonard Solis (1962–)   | 29 grudnia 2003 | 1 września 2005  |                   | Partia Unii na rzecz Praw Człowieka |
| 16 | Minister pracy i spraw społecznych                 |         | Engjell Bejtja (1954–)  | 29 grudnia 2003 | 1 września 2005  |                   | Socjaldemokratyczna Partia Albanii  |
| 17 | Minister ds. lokalnych i decentralizacji           |         | Ben Blushi (1969–)      | 29 grudnia 2003 | 11 września 2005 |                   | Socjalistyczna Partia Albanii       |
| 18 | Minister kultury, młodzieży i sportu               |         | Blendi Klosi (1971–)    | 29 grudnia 2003 | 1 września 2005  |                   | Socjalistyczna Partia Albanii       |